# Wásit
Guvernorát Wásit je jedním z 19 guvernorátů v Iráku. Jeho hlavním městem je Kút. Má rozlohu 17 153 km² a v roce 2009 v něm žilo 1 158 000 obyvatel. Sousedí s guvernoráty Majsán, Dhíkár, Kádisíja, Bábil a Dijála.